# 3 век пр.н.е.

## Събития
- 279 г. пр.н.е. – Келти нахлуват в Гърция и ограбват светилището Делфи
- 279 г. пр.н.е. – Битка при Аскулум между Римската република и царя на молосите Пир
- 261 – 219 г. пр.н.е. – Първа пуническа война между Рим и Картаген
- 221 г. пр.н.е. – Утвърждаване на династията Цин в Китай
- 218 г. пр.н.е. – Започва втората пуническа война
- 209 г. пр.н.е. – Маодун създава централизираната държава на хунну
- 206 г. пр.н.е. – Начало на управлението на династията Хан в Китай
- 205-200 г. пр.н.е. – Критска война между Македония и Родос
- 202 г. г. пр.н.е. – Втора пуническа война: В Битката при Зама легионите на римския главнокомандващ Сципион Африкански разбиват нахлуващата картагенска армия, предвождана от Ханибал.

## Личности
- 287 г. пр.н.е. – роден Архимед от Сиракуза, древногръцки математик, физик и инженер († 212 г. пр.н.е.)
- 283 г. пр.н.е. – починал Птолемей I, основател на Династията на Птолемеите в Древен Египет (* 367 г. пр.н.е.)
- 272 г. пр.н.е. – починал Пир, цар на Епир (* 318 г. пр.н.е.)
- 262 г. пр.н.е. – починал Пир, цар на Епир (* 318 г. пр.н.е.)
- 247 г. пр.н.е. – роден Ханибал, картагенски военачалник († 183 г. пр.н.е.)
- 262 г. пр.н.е. – роден Аполоний Пергски, дневногръцки математик († 190 г. пр.н.е.)
- 232 г. пр.н.е. – починал Ашока, император на Маурия (* 304 г. пр.н.е.)

## Изобретения, открития
- китайският император Цин Шъхуан започва строежа на китайската стена
- ок. 250 пр.н.е. Ератостен определя големината на Земята
- 299 – 279 пр.н.е. е построен Родоския колос, разрушен 227 пр.н.е. при земетресение
- ок. 240 пр.н.е. Сострат Книдски построява Александрийския фар на остров Фарос
- основана е Александрийската библиотека